# Maria di Belgorod
Maria Kostantinova Scerstiukova (1740 – 1822) fu una "Stolta in Cristo" venerata come santa dalla Chiesa ortodossa russa, che la ricorda il 22 giugno.

## Biografia
Le fonti agiografiche relative a Maria di Belgorod sono state da pochi anni raccolte nell'opera russa Molitvennizy zemli Russkoi, edita a San Pietroburgo nel 2004.

Nata a Biriuci, nell'Oblast' di Belgorod, da una povera famiglia di origine cosacca, dopo essere rimasta vedova ancora in giovane età affidò i propri figli a dei vicini e si dedicò al bere e alla dissolutezza. Per procurarsi di che vivere aveva iniziato la professione di guaritrice. Nel 1795, scossa dal pentimento per la propria vita dissoluta, partì in pellegrinaggio per Kiev ove visitò il Pečerska Lavra rimanendo stupita dall'alacrità del lavoro dei monaci che, giorno dopo giorno, scavavano nuove grotte attraverso il monte Berestov. Al suo ritorno a Belgorod, avvenuto un anno dopo, Maria iniziò sola a scavare una grotta su un monte sito non lontano dalla città, attirando presto la curiosità degli abitanti del territorio circostante, alcuni dei quali giunsero ad aiutarla, spinti dal desiderio di purificazione attraverso la fatica. Iniziò allora la sua vita di "Stolta in Cristo", così come sono chiamati coloro i quali, seguendo la lettera evangelica (Prima lettera ai Corinti 1:18-24, 2:14, 3:18-19) vivevano di carità simulando pazzia, disprezzando il proprio corpo e credendo in tal modo di prendere parte alla Passione di Cristo.
Il clero secolare, in osservanza alle rigorose norme zariste in materia religiosa tendenti a reprimere il fenomeno delle sette, tentò più volte di fermare la santa, invano. Nel 1806 fu arrestata, nel 1817 il Consiglio dei ministri denunciò addirittura ad Alessandro I gli scavi di Belgorod. Quest'ultimo, dopo aver preso le informazioni del caso dalle autorità civili presenti sul territorio, emanò un ordine imperiale con il quale autorizzò il proseguimento delle grotte e stanziò dei fondi per la costruzione di una basilica che Maria volle dedicata a Aleksandr Nevskij, santo protettore dell'imperatore.
Tale basilica venne terminata e consacrata il 30 agosto 1819. Dopo 25 anni di lavoro ininterrotto nelle grotte, Maria si spense il 22 giugno 1822.